# Kerri Chandler
Pour les articles homonymes, voir Chandler.
Kerri Chandler (né Kerri Camar Chandler le 28 septembre 1969 à East Orange dans le New Jersey), est un DJ et producteur américain. Il est considéré comme l'un des fondateurs de la deep house et principal précurseur du garage house, aux côtés de Larry Heard.
Il est principalement connu en tant que DJ pour ses prestations live au piano et en tant que producteur pour ses lignes de basses caractéristiques. Parmi ses morceaux les plus notables paraissent Track 1 (extrait de son EP Atmosphere EP) et Bar A Thym. Il dirige les labels Madhouse Records, Inc., Grei Matter et Max Trax.

## Biographie
Les influences de Chandler remontent au New Jersey, où il a grandi dans une famille de musiciens de jazz. Son père, Joseph Chandler, est un ancien DJ qui l'a initié aux origines de la soul, du disco et du New York Underground Sound. Accompagnant son père lors de ses concerts, il commence à jouer des disques au Rally Racquet Club d'East Orange, dans le New Jersey, à l'âge de 13 ans.
À 14 ans, il commence à faire des stages en studio et à produire de la musique. Depuis la sortie de son premier single SuperLover/Get It Off sur Atlantic Records en 1991, Chandler a sorti plus de 100 disques. Il est également DJ résident au Club Zanzibar à Newark, dans le New Jersey, dans les années 1980, où est née la marque du New Jersey Sound, la deep house ou garage house.
Il est le fondateur du label discographique house Madhouse Records (à ne pas confondre avec le label reggae éponyme de Dave Kelly) au Royaume-Uni, qui a notamment signé Roy Ayers et Dennis Ferrer, mais aussi, plus récemment, de MadTech Records, dont la liste comprend No Artificial Colours, Citizen, Kashii, Waze and Odyssey, ainsi que Waifs and Strays.
En 2016, il fonde son troisième label, Kaoz Theory, qui sort des albums d'artistes et groupes notables tels que Jamie Jones, Satoshi Tomiie, Seth Troxler, et The Martinez Brothers.

## Discographie

### Albums studio
- 1992 : A Basement, A Red Light and A Feelin
- 1996 : Hemisphere
- 1997 : Mix the Vibe: Kaoz on King Street
- 2000 : First Steps (avec Dennis Ferrer)
- 2001 : Saturday (avec Jerome Sydenham)
- 2002 : A Basement, A Red Light and A Feelin (Volume 2)
- 2003 : Trionisphere (The Album)
- 2008 : Computer Games

### Compilations
- 2003 : Trionisphere Live
- 2003 : Where I Live
- 2006 : Nite Grooves Essentials
- 2007 : Southport Weekender
- 2012 : House Legends: Kerri Chandler
- 2014 : Watergate 15

### Singles
- 1992 : Panic EP
- 1993 : Tears of Velva - The Way I Feel (avec Velva Johnson et Yahya McDougald)
- 1993 : K.C.Y.C. - 4 D.D. (For Devotion) / Stompin Grounds (avec Yahya McDougald)
- 1993 : K.C.Y.C. - I'm Not Dreaming / Side By Side (avec Yahya McDougald)
- 1993 : K.C.Y.C. - Under Control (avec Yahya McDougald)
- 1993 : Trailers Ends - Runnin' Around (avec Yahya McDougald)
- 1993 : Atmosphere EP
- 1994 : Inspiration
- 1994 : Ionosphere EP
- 1994 : Stratosphere - Stratosphere EP (avec Yahya McDougald)
- 1994 : Bassmental - 6:23 Again Trackin Ya Down EP (avec  Shuji Hirose et Yahya McDougald)
- 1994 : Bassmental - It's the Music (avec Shuji Hirose et Yahya McDougald)
- 1994 : Bassmental - Just Wanna Be With You (avec  Shuji Hirose et Yahya McDougald)
- 1995 : Bassmental - 11:07 No Fear EP (avec  Shuji Hirose et Yahya McDougald)
- 1995 : Raw Groove
- 1996 : Hallelujah
- 1996 : My Old Friend
- 1997 : Escravos De Jo (avec Joe Claussell)
- 1998 : Atmosphere (The Lost Dubs)
- 1998 : Dekasphere - The Downtempo EP
- 1998 : Purple Wall EP
- 1998 : The Mood EP
- 1998 : The Thing for Linda EP
- 1998 : Afro Elements - Lagos Jump
- 1999 : Coro
- 1999 : Sfere - The Lost Tribes of Ibadan 1 (avec Dennis Ferrer et Jerome Sydenham)
- 2000 : Sfere - The Lost Tribes of Ibadan 2 (avec Dennis Ferrer et Jerome Sydenham)
- 2000 : Rain (The New Mixes)
- 2000 : Afro Elements - The Chocolat EP
- 2001 : Sfere - The Lost Tribes of Ibadan 3 (avec Dennis Ferrer et Jerome Sydenham)
- 2001 : Creative Violence
- 2002 : Digitalsoul (Session Four)
- 2003 : Good Vibrations (avec Roy Ayers)
- 2004 : Back to the Raw
- 2004 : The Other Thing for Linda EP
- 2005 : Bar A Thym / Sunshine and Twilight
- 2005 : Sunset / So Let the Wind Come
- 2005 : The Dark One, The Moon and the Candle Maker
- 2006 : After the Other Thing for Linda EP
- 2006 : I Think of You
- 2006 : In The Morning (avec Monique Bingham)
- 2006 : Oblivion
- 2006 : The 4th Thing For Linda EP
- 2006 : The June 23 EP
- 2006 : The Promise
- 2007 : Computer Games EP